# Љубиша Ђидић
Љубиша Ђидић (Краљево, 1937) јесте југословенски и српски књижевник, књижевни и ликовни критичар, есејист и путописац.

## Биографија
Завршио је Крушевачку гимназију и Филозофски факултет Универзитета у Београду. Магистарске студије слушао је у Љубљани.
Објавио збирке песама међу којима су Подигнуте руке (1965), Северњача над Багдалом (1986), Прометејева чинија (1984), Пакао за дневну употребу (1993) и Срчани удар (2019). Писао је путописе међу којима су Чудесна Кина, и Под јужним крстом — Латинска Америка; романе Дневник за Теу, Скраћенице и збирке песама за децу.
Приредио је неколико антологија: Догодило се у Крушевцу, Крушевачка розета, Српска кућа — песници о Крфу, Виду и Зејтинлику (двојезично српско-грчки), Бескрајни плави круг — педесет година модерног српског песништва и Хиландар у српском песништву. Заступљен је у више антологија српске поезије, као и у антологијама на шведском,руском, енглеском, словеначком, шпанском, македонском. Његове књиге објављене су на грчком, француском, румунском, руском, шпанском и македонском језику а сам је превео десетак књига са словеначког.
Био је дугогодишњи директор и уредник часописа Багдала.
Оснивач је бројних манифестација међу којима су Беловодска розета, Кознику у походе и Косовска галерија. Такође, један је од оснивача крушевачке Филозофско-књижевне школе.
Био је учесник Струшких вечери поезије када се 1966. догодила трагедија на Охридском језеру у којој су страдали Блажо Шћепановић и Лазар Вучковић.
Ђидић је председник Одбора за обнову манастира Милентија.
Живи и ради у Крушевцу.

## Награде
Добитник је бројних награда, међу којима су:
- Октобарска награда града Крушевца
- Награда „Расински цвет”,
- Награда Змајевих дечјих игара, 1997.
- Награда „Златни прстен деспота Стефана Лазаревића”, 2008.
- Вукова награда, 2010.
- Награда „Перо деспота Стефана Лазаревића”, 2013.
- Светосавска награда града Крушевца, за 2022.[3]

## Дела
Збирке песама
- Подигнуте руке (1965)
- Нагризен прстен (1969)
- Пролистало копље (1971)
- Свраке воле сјајне ствари (1975)
- Горионик (1978)
- Северњача над Багдалом (1986)
- Прометејева чинија (1984)
- Пакао за дневну употребу (1993)
- Срчани удар (2019)